# Premi e riconoscimenti delle Sistar
Questa è una lista dei premi e delle candidature ricevute dalle Sistar, gruppo musicale sudcoreano che debuttò nell'agosto 2011 sotto la Starship Entertainment.

## Premi coreani
Cyworld Digital Music Awards 
Cyworld Digital Music Awards è una comunità virtuale sudcoreana, numero uno nel campo della premiazione della musica digitale.
| Anno | Opera nominata | Premio              | Risultato       |
| ---- | -------------- | ------------------- | --------------- |
| 2010 | Sistar         | Esordiente del mese | Vincitore/trice |

 Republic of Korea Entertainment Arts Awards 
| Anno | Opera nominata | Premio   | Risultato       |
| ---- | -------------- | -------- | --------------- |
| 2010 | Sistar         | Cantanti | Vincitore/trice |

 Golden Disk Awards 
I Golden Disk Awards sono stati fondati nel 1986 e sono organizzati annualmente dall'Associazione Industriale della musica in Corea per premiare i maggiori risultati ottenuti nel corso dell'anno precedente. Il Main Award (Disk Bonsang) viene assegnato all'artista scelto dai giudici tra un massimo di dieci artisti selezionati tramite votazioni online. Il Grand Prize (Disk Daesang) è l'equivalente di Artista dell'anno, e viene consegnato a colui che realizza il miglior album tra coloro che erano già stati nominati per il Main Award.
| Edizione | Anno | Opera nominata | Premio                    | Risultato       |
| -------- | ---- | -------------- | ------------------------- | --------------- |
| 25ª      | 2010 | Sistar         | Yepp Newcomer Award       | Vincitore/trice |
| 26ª      | 2011 | So Cool        | Digital Bonsang           | Vincitore/trice |
| 26ª      | 2011 | Sistar         | Popularity Award          | Candidato/a     |
| 27ª      | 2012 | Alone          | Digital Bonsang           | Vincitore/trice |
| 27ª      | 2012 | Sistar         | Samsung Galaxy Star Award | Vincitore/trice |
| 27ª      | 2012 | Sistar         | MSN Popularity Award      | Candidato/a     |
| 28ª      | 2013 | Give It to Me  | Digital Bonsang           | Vincitore/trice |
| 28ª      | 2013 | Sistar         | CeCi Asia Icon Award      | Vincitore/trice |
| 29ª      | 2015 | Touch My Body  | Digital Bonsang           | Vincitore/trice |

 Seoul Music Award 
I Seoul Music Award sono stati fondati nel 1990 e sono organizzati annualmente da Sports Korea per premiare i maggiori risultati ottenuti nel corso dell'anno precedente. Il Daesang Award (Grand Prize) equivale al premio Artista dell'anno, mentre il Bonsang Award (Main Prize) viene assegnato all'artista scelto dai giudici tra un massimo di dieci artisti selezionati tramite votazioni online.
| Anno | Opera nominata | Premio                   | Risultato       |
| ---- | -------------- | ------------------------ | --------------- |
| 2011 | Sistar         | Best Newcomer            | Vincitore/trice |
| 2012 | So Cool        | Bonsang                  | Vincitore/trice |
| 2013 | Loving U       | Bonsang                  | Vincitore/trice |
| 2013 | Alone          | Digital Record dell'Anno | Vincitore/trice |
| 2014 | Give It to Me  | Bonsang                  | Vincitore/trice |
| 2015 | Touch My Body  | Bonsang                  | Vincitore/trice |

 Seoul Success Awards 
| Anno | Opera nominata | Premio         | Risultato       |
| ---- | -------------- | -------------- | --------------- |
| 2010 | Sistar         | Cultural Award | Vincitore/trice |

 Melon Music Awards 
I Melon Music Awards sono premi annuali che si basano sulle vendite online.
| Anno | Opera nominata | Premio                              | Risultato       |
| ---- | -------------- | ----------------------------------- | --------------- |
| 2011 | Sistar         | Bonsang                             | Vincitore/trice |
| 2012 | Sistar         | Artista dell'Anno                   | Candidato/a     |
| 2012 | Alone          | Album dell'Anno                     | Candidato/a     |
| 2012 | Alone          | Miglior Canzone dell'Anno (Daesang) | Candidato/a     |
| 2012 | Sistar         | Bonsang                             | Vincitore/trice |
| 2012 | Sistar         | Premio Stella Globale               | Candidato/a     |
| 2013 | Sistar         | Bonsang                             | Vincitore/trice |
| 2014 | Sistar         | Bonsang                             | Vincitore/trice |

 Korea Lifestyle Awards 
| Anno | Opera nominata | Premio           | Risultato       |
| ---- | -------------- | ---------------- | --------------- |
| 2011 | Sistar         | Best Style Icons | Vincitore/trice |

 Mnet 20's Choice Awards 
Gli Mnet 20's Choice Awards premiano i migliori artisti dell'estate.
| Anno | Opera nominata | Premio                   | Risultato       |
| ---- | -------------- | ------------------------ | --------------- |
| 2012 | Sistar         | 20's Sexiest Performance | Vincitore/trice |
| 2013 | Sistar         | 20's Online Music        | Vincitore/trice |
| 2013 | Sistar         | 20's Voice               | Candidato/a     |
| 2013 | Sistar         | 20's Performance         | Candidato/a     |

 Style Icon Awards 
| Anno | Opera nominata | Premio                    | Risultato       |
| ---- | -------------- | ------------------------- | --------------- |
| 2012 | Sistar         | Top 10 "Teen Style Icons" | Vincitore/trice |
| 2013 | Sistar         | Top 10 "Teen Style Icons" | Vincitore/trice |

 Mnet Asian Music Awards 
Gli Mnet Asian Music Awards sono organizzati annualmente da Mnet Media. Il Daesang Award (Grand Prize) equivale ad Artista dell'anno.
| Anno | Opera nominata | Premio                                         | Risultato       |
| ---- | -------------- | ---------------------------------------------- | --------------- |
| 2012 | Sistar         | Artista dell'Anno                              | Candidato/a     |
| 2012 | Alone          | Canzone dell'Anno                              | Candidato/a     |
| 2012 | Sistar         | Miglior Gruppo Femminile                       | Vincitore/trice |
| 2012 | Alone          | Miglior Esibizione di Ballo – Gruppo femminile | Candidato/a     |
| 2013 | Sistar         | Miglior Gruppo Femminile                       | Candidato/a     |
| 2013 | Give It to Me  | Miglior Esibizione di Ballo – Gruppo femminile | Vincitore/trice |
| 2013 | Sistar         | Style in Music                                 | Vincitore/trice |
| 2013 | Sistar         | Artista dell'Anno                              | Candidato/a     |
| 2013 | Give It to Me  | BC - UnionPay Canzone dell'Anno                | Candidato/a     |
| 2014 | Sistar         | Miglior Gruppo Femminile                       | Vincitore/trice |
| 2014 | Touch My Body  | Miglior Esibizione di Ballo – Gruppo femminile | Candidato/a     |
| 2014 | Sistar         | BC - UnionPay Artista dell'Anno                | Candidato/a     |
| 2014 | Touch My Body  | BC - UnionPay Canzone dell'Anno                | Candidato/a     |

 Korean Cultural Entertainment Awards 
I Korean Culture Entertainment Awards sono stati organizzati per la prima volta nel 1992 con lo scopo di premiare la cultura locale.
| Anno | Opera nominata | Premio                      | Risultato   |
| ---- | -------------- | --------------------------- | ----------- |
| 2012 | Sistar         | Migliori Cantanti Femminili | Candidato/a |

 MBC Entertainment Awards 
| Anno | Opera nominata | Premio              | Risultato       |
| ---- | -------------- | ------------------- | --------------- |
| 2012 | Sistar         | Singer Choice Award | Vincitore/trice |
| 2014 | Sistar         | Singer Choice Award | Vincitore/trice |

SBS MTV Best of the Best
| Edizione | Anno | Opera nominata   | Premio                 | Risultato   |
| -------- | ---- | ---------------- | ---------------------- | ----------- |
| 2ª       | 2012 | Sistar vs miss A | Migliori Rivali (Live) | Candidato/a |

 Gaon Chart K-pop Awards 
| Edizione | Anno | Opera nominata                        | Premio                        | Risultato       |
| -------- | ---- | ------------------------------------- | ----------------------------- | --------------- |
| 3ª       | 2013 | Gone Not Around Any Longer (Sistar19) | Canzone dell'Anno (febbraio)  | Vincitore/trice |
| 3ª       | 2013 | Give It to Me                         | Canzone dell'Anno (giugno)    | Vincitore/trice |
| 4ª       | 2014 | I Swear                               | Canzone dell'Anno (settembre) | Vincitore/trice |

 Korea PD Awards 
| Anno | Opera nominata | Premio              | Risultato       |
| ---- | -------------- | ------------------- | --------------- |
| 2013 | Sistar         | Singer Choice Award | Vincitore/trice |

 Republic of Korea Popular Culture and Arts Awards 
| Anno | Opera nominata | Premio                                            | Risultato       |
| ---- | -------------- | ------------------------------------------------- | --------------- |
| 2013 | Sistar         | The Minister of Culture, Sports and Tourism Award | Vincitore/trice |

 MTN Broadcast Advertisement Festival 
| Anno | Opera nominata | Premio                | Risultato       |
| ---- | -------------- | --------------------- | --------------- |
| 2013 | Sistar         | Female CF Model Award | Vincitore/trice |

 39th Anniversary of Tourism Day 
| Anno | Opera nominata | Premio                                        | Risultato       |
| ---- | -------------- | --------------------------------------------- | --------------- |
| 2012 | Sistar         | Minister of Culture, Sports and Tourism Award | Vincitore/trice |

 SBS Gayo Daejun 
| Anno | Opera nominata | Premio | Risultato       |
| ---- | -------------- | ------ | --------------- |
| 2014 | Sistar         | Top 10 | Vincitore/trice |

## Premi internazionali
Soompi Gayo Awards 
| Anno | Opera nominata | Premio                                         | Risultato       |
| ---- | -------------- | ---------------------------------------------- | --------------- |
| 2012 | Sistar         | Top 10 Artists (#5)                            | Vincitore/trice |
| 2012 | Loving U       | Top 50 Songs (#2)                              | Vincitore/trice |
| 2012 | Sistar         | Top Gruppi Femminili (argento)                 | Vincitore/trice |
| 2012 | Loving U       | Premio degli Internauti - Mini-Album dell'Anno | Vincitore/trice |

 allkpop Awards 
| Anno | Opera nominata | Premio                   | Risultato   |
| ---- | -------------- | ------------------------ | ----------- |
| 2013 | Sistar         | Miglior Gruppo Femminile | Candidato/a |
| 2013 | Give It to Me  | Canzone dell'Anno        | Candidato/a |

## Altri premi
| Anno                                              | Premio                                            | Ricevente        | Risultato       |
| ------------------------------------------------- | ------------------------------------------------- | ---------------- | --------------- |
| Republic of Korea Entertainment Arts Awards       |                                                   |                  |                 |
| 2010                                              | Group Singers                                     | Sistar           | Vincitore/trice |
| Seoul Success Awards                              |                                                   |                  |                 |
| 2010                                              | Cultural Award                                    | Sistar           | Vincitore/trice |
| Korea Lifestyle Awards                            |                                                   |                  |                 |
| 2011                                              | Best Style Icons                                  | Sistar           | Vincitore/trice |
| Korean Cultural Entertainment Awards              |                                                   |                  |                 |
| 2012                                              | Best Female Vocalist                              | Sistar           | Candidato/a     |
| SBS MTV Best of the Best                          |                                                   |                  |                 |
| 2012                                              | Best Rival (Live)                                 | Miss A vs Sistar | Candidato/a     |
| 39th Anniversary of Tourism Day                   |                                                   |                  |                 |
| 2012                                              | Minister of Culture, Sports and Tourism Award     | Sistar           | Vincitore/trice |
| Republic of Korea Popular Culture and Arts Awards |                                                   |                  |                 |
| 2013                                              | The Minister of Culture, Sports and Tourism Award | Sistar           | Vincitore/trice |
| MTN Broadcast Advertisement Festival              |                                                   |                  |                 |
| 2013                                              | Female CF Model Award                             | Sistar           | Vincitore/trice |
| Korea PD Awards                                   |                                                   |                  |                 |
| 2013                                              | Singer Choice Award                               | Sistar           | Vincitore/trice |
| SBS MTV Best of the Best                          |                                                   |                  |                 |
| 2014                                              | Best Female Group                                 | Sistar           | Candidato/a     |
| 2014                                              | Artist of the Year                                | Sistar           | Candidato/a     |
| 2014                                              | Best Female Video                                 | "I Swear"        | Candidato/a     |
| Asia Model Awards                                 |                                                   |                  |                 |
| 2015                                              | Asia Star Award                                   | Sistar           | Vincitore/trice |
| Korean Best Dresser Award                         |                                                   |                  |                 |
| 2016                                              | Best Dressed (Female Singer)                      | Sistar           | Vincitore/trice |